# Дискография MØ
Дискография датской певицы MØ включает в себя два студийных альбома, два мини-альбома, восемнадцать собственных синглов, а также десять в качестве приглашённого артиста.
14 января 2013 года она выпустила свой дебютный сингл «Glass». 15 марта 2013 она выпустила «Pilgrim», который смог достичь 11 места в датском сингловом чарте. 7 июня 2013 года она выпустила сингл «Waste of Time». 30 августа 2013 она выпустила сингл «XXX 88». Первый мини-альбом Bikini Daze был выпущен 18 октября 2013 года. Сингл «Don’t Wanna Dance» дебютировал на BBC Radio 1 16 января 2014 года в программе Зейна Лоу «Самые жаркие треки». Дебютный студийный альбом MØ No Mythologies to Follow был выпущен 7 марта 2014 года. В 2014 MØ появилась на альбоме Reclassified австралийской рэперши Игги Азалии; их песня «Beg for It» стала лид-синглом с альбома. В марте 2015 года MØ совместно с DJ Snake и Major Lazer песню «Lean On», которая стала одним из главных хитов того года.
1 октября 2015 года было объявлено, что первый сингл с грядущего второго студийного альбома MØ, песня «Kamikaze», спродюсированная Diplo, выйдет 15 октября 2015 года. Сингл смог войти в чарты Австралии, Бельгии, Дании, Швеции и Великогбритании. 13 мая 2016 года был выпущен второй сингл с альбома — «Final Song». Песня была написана в соавторстве со шведской певицей Нуни Бао и британским певцом MNEK. Он стал первым топ-40 хитом MØ в качестве главного исполнителя в Соединенном Королевстве, а песня достигла 15 строчки в британском сингловом чарте. Кроме того, песня вошла в топ-40 хитов более чем в 10 странах мира. 22 июля 2016 года Major Lazer выпустили сингл «Cold Water» при участии канадского певца Джастина Бибера и MØ. В Соединенных Штатах песня дебютировала со второй строчки чарта Billboard Hot 100, став вторым топ-10 синглом MØ и самым «горячим» синглом в Соединенных Штатах. В Великобритании песня дебютировала на первом месте в синглоом чарте. Песня стала первым синглом номер один MØ, и она только четвёртый датский артист, который достиг номер один в Великобритании.
26 октября 2017 года был выпущен второй мини-альбом When I Was Young, который смог войти в топ-10 датского альбомного чарта. 19 октября 2018 состоялся релиз второго студийного альбома певицы — Forever Neverland.

## Альбомы

### Студийные альбомы
| No Mythologies to Follow                                                           | - Выпущен: 7 марта 2014 - Лейбл: Chess Club, RCA Victor - Формат: CD, LP, цифровая загрузка, стриминг | 2 | 107 | 83  | 161 | 76 | —   | 58 | 11 | - IFPI DEN: Gold |
| Forever Neverland                                                                  | - Выпущен: 19 октября 2018 - Лейбл: Columbia - Формат: CD, LP, цифровая загрузка, стриминг            | 1 | 191 | 158 | —   | —  | 167 | —  | —  |                  |
| Motordrome                                                                         | - Выпущен: 28 января 2022 - Лейбл: Columbia - Формат: цифровая загрузка, стриминг                     | 9 | —   | —   | —   | —  | —   | —  | —  |                  |
| Символ «—» означает, что альбом не попал в чарт или не выпускался в данной стране. | |   |     |     |     |    |     |    |    |                  |

### Мини-альбомы
| Название                                                                           | Детали                                                                                 | Наивысшая позиция в чарте | Наивысшая позиция в чарте |
| Название                                                                           | Детали                                                                                 | DEN                       | US Heat                   |
| ---------------------------------------------------------------------------------- | -------------------------------------------------------------------------------------- | ------------------------- | ------------------------- |
| Bikini Daze                                                                        | - Выпущен: 18 октября 2013 - Лейбл: Chess Club, RCA Victor - Формат: Цифровая загрузка | —                         | 11                        |
| When I Was Young                                                                   | - Выпущен: 26 октября 2017 - Лейбл: Chess Club, RCA Victor - Формат: Цифровая загрузка | 8                         | —                         |
| Символ «—» означает, что альбом не попал в чарт или не выпускался в данной стране. |                                                                                        |                           |                           |

## Синглы

### Как главный артист
| «Glass»                                                                           | 2013 | —  | —  | —  | —  | —  | —  | —  | —  | —  | —   | | No Mythologies to Follow             |
| «Pilgrim»                                                                         | 2013 | 11 | —  | —  | —  | —  | —  | —  | —  | —  | —   | - IFPI DEN: Platinum | No Mythologies to Follow             |
| «Waste of Time»                                                                   | 2013 | —  | —  | —  | —  | —  | —  | —  | —  | —  | —   | | No Mythologies to Follow             |
| «XXX 88» (при участии Diplo)                                                      | 2013 | —  | —  | —  | —  | —  | —  | —  | —  | —  | —   | | No Mythologies to Follow             |
| «Don’t Wanna Dance»                                                               | 2014 | 25 | —  | —  | —  | —  | —  | —  | —  | —  | —   | - IFPI DEN: Gold | No Mythologies to Follow             |
| «Say You’ll Be There»                                                             | 2014 | —  | —  | —  | —  | —  | —  | —  | —  | —  | 170 | | No Mythologies to Follow             |
| «Walk This Way»                                                                   | 2014 | 33 | —  | —  | —  | —  | —  | —  | —  | —  | —   | | No Mythologies to Follow             |
| «Kamikaze»                                                                        | 2015 | 16 | 91 | 30 | —  | —  | —  | —  | —  | —  | 183 | - IFPI DEN: Platinum | Forever Neverland (Японское издание) |
| «Final Song»                                                                      | 2016 | 4  | 12 | 37 | 42 | 16 | 38 | 9  | 20 | 42 | 14  | - IFPI DEN: 2× Platinum - ARIA: 2× Platinum - BPI: Platinum - BVMI: Platinum - FIMI: Platinum - GLF: Platinum - RMNZ: Gold - SNEP: Gold | Forever Neverland (Японское издание) |
| «Drum»                                                                            | 2016 | 21 | —  | —  | —  | —  | —  | —  | —  | —  | 119 | | без альбома                          |
| «Don’t Leave» (совместно с Snakehips)                                             | 2017 | 11 | 11 | —  | 71 | 84 | 80 | 20 | 16 | 78 | 27  | - IFPI DEN: Gold - ARIA: 2× Platinum - BPI: Silver - RMNZ: Gold                                                                         | без альбома                          |
| «Nights with You»                                                                 | 2017 | 21 | 73 | —  | —  | —  | —  | —  | —  | 97 | —   | - IFPI DEN: Gold - ARIA: Gold | Forever Neverland (Японское издание) |
| «When I Was Young»                                                                | 2017 | 37 | —  | —  | —  | —  | —  | —  | —  | —  | —   | | When I Was Young                     |
| «Nostalgia»                                                                       | 2018 | —  | —  | —  | —  | —  | —  | —  | —  | —  | —   | | Forever Neverland                    |
| «Sun in Our Eyes» (совместно с Diplo)                                             | 2018 | 36 | —  | —  | —  | —  | —  | —  | —  | —  | —   | | Forever Neverland                    |
| «Way Down»                                                                        | 2018 | —  | —  | —  | —  | —  | —  | —  | —  | —  | —   | | Forever Neverland                    |
| «Imaginary Friend»                                                                | 2018 | —  | —  | —  | —  | —  | —  | —  | —  | —  | —   | | Forever Neverland                    |
| «Blur»                                                                            | 2018 | —  | —  | —  | —  | —  | —  | —  | —  | —  | —   | | Forever Neverland                    |
| Символ «—» означает, что сингл не попал в чарт или не выпускался в данной стране. |      |    |    |    |    |    |    |    |    |    |     | |                                      |

### Как приглашённый артист
| Название                                                                          | Год  | Наивысшая позиция в чартах | Наивысшая позиция в чартах | Наивысшая позиция в чартах | Наивысшая позиция в чартах | Наивысшая позиция в чартах | Наивысшая позиция в чартах | Наивысшая позиция в чартах | Наивысшая позиция в чартах | Наивысшая позиция в чартах | Наивысшая позиция в чартах | Сертификации | Альбом                               |
| Название                                                                          | Год  | DEN                        | AUS                        | BEL (FL)                   | CAN                        | FRA                        | GER                        | IRE                        | NZ                         | UK                         | US                         | Сертификации | Альбом                               |
| --------------------------------------------------------------------------------- | ---- | -------------------------- | -------------------------- | -------------------------- | -------------------------- | -------------------------- | -------------------------- | -------------------------- | -------------------------- | -------------------------- | -------------------------- | --- | ------------------------------------ |
| «One More» (Elliphant при участии MØ)                                             | 2014 | —                          | —                          | —                          | —                          | —                          | —                          | —                          | —                          | —                          | —                          | | Living Life Golden                   |
| «Beg for It» (Игги Азалия при участии MØ)                                         | 2014 | —                          | 29                         | —                          | 44                         | —                          | —                          | —                          | —                          | 111                        | 27                         | - RIAA: Platinum | Reclassified                         |
| «Lean On» (Major Lazer и DJ Snake при участии MØ)                                 | 2015 | 1                          | 1                          | 2                          | 3                          | 2                          | 4                          | 1                          | 1                          | 2                          | 4                          | - IFPI DEN: Platinum - ARIA: 6× Platinum - BEA: 2× Platinum - BPI: 3× Platinum - BVMI: 2× Platinum - MC: 2× Platinum - RIAA: 4× Platinum - RMNZ: 4× Platinum            | Peace Is the Mission                 |
| «Lost» (Major Lazer при участии MØ)                                               | 2015 | —                          | —                          | —                          | —                          | —                          | —                          | —                          | —                          | —                          | —                          | | Peace Is the Mission                 |
| «Cold Water» (Major Lazer при участии Джастина Бибера и MØ)                       | 2016 | 2                          | 1                          | 4                          | 1                          | 2                          | 2                          | 1                          | 1                          | 1                          | 2                          | - IFPI DEN: 3× Platinum - ARIA: 4× Platinum - BEA: 2× Platinum - BPI: Platinum - BVMI: Platinum - MC: 2× Platinum - RIAA: 4× Platinum - RMNZ: Platinum - SNEP: Platinum | Major Lazer Essentials               |
| «9 (After Coachella)» (Cashmere Cat при участии MØ и Sophie)                      | 2017 | —                          | —                          | —                          | —                          | —                          | —                          | —                          | —                          | —                          | —                          | | 9                                    |
| «Get It Right» (Diplo при участии MØ)                                             | 2017 | —                          | 77                         | —                          | 76                         | —                          | —                          | —                          | —                          | —                          | —                          | | Major Lazer Presents: Give Me Future |
| «We Are…» (Ноа Сайрус при участии MØ)                                             | 2018 | —                          | —                          | —                          | —                          | —                          | —                          | —                          | —                          | —                          | —                          | | TBA                                  |
| «Stay Open» (ZTAO при участии Diplo and MØ)                                       | 2018 | —                          | —                          | —                          | —                          | —                          | —                          | —                          | —                          | —                          | —                          | | без альбома                          |
| «Your Lovin’» (Steel Banglez при участии MØ и Yxng Bane)                          | 2018 | —                          | —                          | —                          | —                          | —                          | —                          | —                          | —                          | 47                         | —                          | - BPI: Silver | без альбома                          |
| Символ «—» означает, что сингл не попал в чарт или не выпускался в данной стране. |      |                            |                            |                            |                            |                            |                            |                            |                            |                            |                            | |                                      |

## Участие в других песнях
| Название                    | Год  | Другой артист | Альбом                   |
| --------------------------- | ---- | ------------- | ------------------------ |
| «Dear Boy»                  | 2013 | Avicii        | True                     |
| «You’re Still a Mystery»    | 2015 | Bleachers     | Terrible Thrills, Vol. 2 |
| «Diamonds»                  | 2017 | Eloq          | без альбома              |
| «3AM (Pull Up)»             | 2017 | Charli XCX    | Number 1 Angel           |
| «Porsche»                   | 2017 | Charli XCX    | Pop 2                    |
| «Dance for Me»              | 2018 | Альма         | Heavy Rules Mixtape      |
| «Never Fall in Love»        | 2018 | Джек Антонофф | Love, Simon              |
| «Theme Song (I’m Far Away)» | 2019 | нет           | MOOMINVALLEY             |
| «Northern Lights»           | 2019 | Goss          | MOOMINVALLEY             |